# Referéndum sobre el estatus político de Wallis y Futuna de 1959
Un referéndum sobre estatus político tuvo lugar en Wallis y Futuna el 27 de diciembre de 1959. La propuesta fue aprobada por el 94,37% de los electores. Todos los electores en Wallis votaron a favor, mientras que todos los votos en contra de la propuesta, con excepción de tres, fueron emitidos en las Islas Futuna.

## Resultados
¿Quieres que las Islas Wallis y Futuna se conviertan en una parte integral de la República Francesa como un territorio de ultramar?

| Opción                              | Votos | %     |
| ----------------------------------- | ----- | ----- |
| A favor                             | 4 307 | 94,37 |
| En contra                           | 257   | 5,63  |
| Votos en blanco/nulos               | 12    | –     |
| Total                               | 4 576 | 100   |
| Electores registrados/Participación | 4 695 | 97,47 |
| Fuente: Direct Democracy            |       |       |